# Златица (Бугарска)
Златица (буг. Златица; тур. Izlati) град је у Републици Бугарској, у средишњем делу земље. Седиште је истоимене општине Златица у оквиру Софијске области.

## Географија
Положај: Златица се налази у средишњем делу Бугарске. Од престонице Софије град је удаљен 75 km источно.
Рељеф: Област Златице се налази у омањој котлини измешу планинског ланца Старе Планине на северу и Средње горе на југу. Сам град је на приближно 700 m надморске висине.
Клима: Због знатне надморске висине клима у Златици је оштрији облик конитненталне климе са планинским утицајима.
Воде: Кроз Златицу протиче река Тополница, а постоје и мањи водотоци у окружењу.

## Историја
Област Златице је првобитно било насељено Трачанима, а после њих овом облашћу владају стари Рим и Византија. Јужни Словени ово подручје насељавају у 7. веку. Од 9. века до 1373. г. област је била у саставу средњовековне Бугарске.
Крајем 14. века област Златице је пала под власт Османлија, који владају облашћу 5 векова.
Године 1878. град је постао део савремене бугарске државе. Насеље постоје убрзо средиште окупљања за села у околини, са више јавних установа и трговиштем.
До 1990. године Златица је са оближњим градом Пирдопом, удаљеним свега 2 km, чинила једно насеље, Средњогорје.

## Становништво
По проценама из 2010. г. Златица је имала око 5.200 ст. Огромна већина градског становништва су етнички Бугари. Остатак су махом Роми. Последњих деценија град има пад становништва због слабе економије и опште кризе у друштву.
Претежна вероисповест месног становништва је православна.

## Партнерски градови
- Магадан

## Галерија
- Градско читалиште
- Зграда општине Златица
- Управа месне полиције
- Зграда поште